# Dacie aurélienne
Pour les articles homonymes, voir Dacie (homonymie).
La Dacie aurélienne est une ancienne province de l'Empire romain d'Orient fondée par l'empereur Aurélien auquel elle doit son nom, après le retrait de l'administration et de l'armée romaines de Dacie trajane en 271. Entre 271/275 et 283/285, la Dacie aurélienne occupe la plus grande partie de ce qui est aujourd'hui la Serbie et la Bulgarie. Sa capitale est Sardica (aujourd'hui Sofia). L'empereur Dioclétien divise la Dacie aurélienne en deux provinces: la Dacie Méditerranée autour de Serdica et la Dacie ripense (grec moderne : Δακία Παραποτάμια: la Dacie des berges du fleuve - il s'agit du Danube) autour de Ratiaria. Ultérieurement ces deux “Dacies” formeront, avec les provinces de Dardanie, de Mésie inférieure et de Prévalitaine, le Diocèse de Dacie, qui disparaîtra au VIIe siècle lors de l'installation en masse des Slaves et des Bulgares, qui remplacent l'autorité impériale et submergent les Thraces romanisés locaux, ancêtres des Valaques.

Carte des Balkans au VIe siècle, à la veille de l'arrivée des Slaves, montrant les provinces du "Diocèse de Dacie".

## Culture et langue

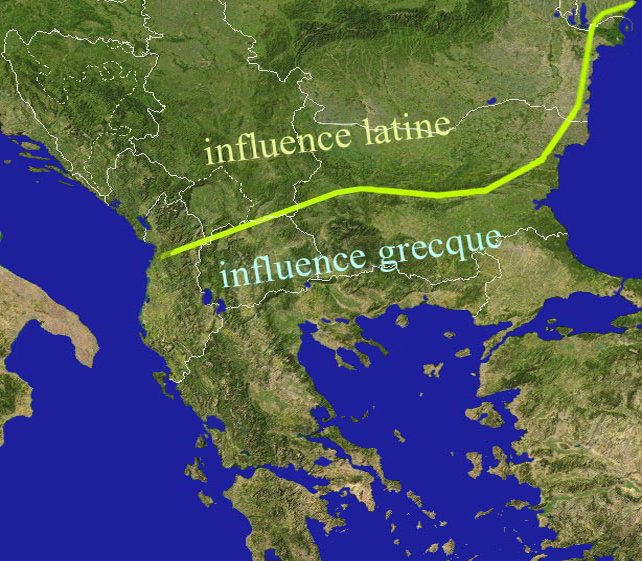
La « ligne Jireček ».

En Dacie aurélienne et dans la partie septentrionale du diocèse de Thrace (entre le bas-Danube et les monts Haemos) se produisit un syncrétisme thraco-romain, comme dans d'autres régions conquises par Rome, telles la civilisation gallo-romaine qui s'est développée en Gaule romaine. Au IIe siècle, le latin parlé en Dacie aurélienne et dans le nord du diocèse de Thrace commence à montrer des caractéristiques distinctes, séparées du reste des langues romanes, y compris de celles des Balkans de l'ouest (Dalmatie). La période thraco-romaine du diasystème roman de l'Est est habituellement décrite comme se situant du IIe siècle au VIe siècle ou au VIIe siècle. Elle est divisée à son tour en deux périodes, la séparation entre les deux se situant au IIIe siècle-IVe siècle. Il semble que les différences entre le latin balkanique et le latin occidental ont pu apparaître au plus tard au Ve siècle, et qu'entre le Ve siècle et le VIIIe siècle, cette nouvelle langue, le thraco-roman, évolua d'un parler latin vers un idiome vernaculaire néo-latin (dit « proto-roumain » ou « roumain commun » en roumain : româna comună, mais « roman oriental » par les linguistes non-roumains), idiome qui donna, après le IXe siècle, les quatre langues modernes daco-roumaine, aroumaine, mégléniote et istrienne,.
L'évolution linguistique des toponymes présente une particularité phonologique de l'actuel aroumain : le "a" préposé au "r". Ainsi, Ratiaria a donné Artsar,  aujourd'hui Arčar en Bulgarie (à proximité de la ville de Lom). 
Dans le diocèse de Macédoine et dans la partie méridionale de la Thrace, ainsi que sur les rives du Pont Euxin, le syncrétisme thraco-romain ne se produisit pas, parce que l'hellénisation des Thraces, antérieure à la conquête romaine, avait déjà produit un syncrétisme gréco-thrace : l'historien Konstantin Jirecek (1854-1910) a pu déterminer, d'après les inscriptions de l'antiquité et de l'antiquité tardive, où passait la limite entre la romanisation et l'hellénisation, appelée depuis la « ligne Jireček ».

## Exégèse et controverses

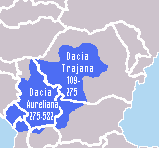
En bleu les deux Dacies : la « trajane » et l'« aurélienne ».

L'histoire de la Dacie aurélienne est connue, mais elle n'est pas enseignée en Roumanie, Serbie et Bulgarie en raison des controverses nationalistes du XIXe siècle qui ont abouti, dans ces trois pays, au postulat historique que la romanisation des ancêtres des Roumains se serait déroulée uniquement ou principalement au nord du Danube, dans l'actuelle Roumanie, même si la domination romaine sur les Daces n'y a duré que 170 ans, et n'aurait guère affecté les Thraces du sud du fleuve, dans les actuelles Serbie et Bulgarie, même si la domination romaine y a duré six siècles en comptant l'Empire romain d'Orient. Cette historiographie nationaliste enseigne que les Slaves ont rencontré et slavisé, au sud du Danube, des Illyriens et des Thraces non romanisés, et que les minorités romanophones des Balkans y seraient venus tardivement, au XIIIe siècle, en provenance de Dacie trajane.
Ces positions sont les réponses roumaine, serbe et bulgare à la théorie inverse (austro-hongroise, puis hongroise, mais volontiers adoptée par les auteurs allemands, russes et anglo-saxons) qui enseigne, elle, que les Daces antiques, romanisés ou non, auraient tous été rapatriés par Aurélien en Dacie aurélienne selon les récits d'Eutrope, et que le territoire de l'actuelle Roumanie aurait été ensuite entièrement peuplé d'Avars, de Slaves et de Magyars, tandis que les Roumains y seraient venus bien plus tardivement, au XIIIe siècle, des Balkans où ils seraient initialement apparus.
Toutefois, dans les milieux historiques universitaires non-nationalistes, on admet à mi-mot que les choses ne sont pas si simples et que la zone géographique où s'accomplit le processus de romanisation des Thraces correspond à un territoire limité à l'ouest par l'aire de romanisation des parlers illyriens dont est issue la langue dalmate (une langue romane disparue), au sud par la ligne Jireček, à l'est par les cités grecques de la mer Noire, et au nord par une « zone grise » fluctuant à travers l'ancienne Dacie antique, au gré de la transhumance pastorale des populations romanisées et au gré des évènements historiques (avec des replis vers le sud face aux invasions comme celles des Huns, des Gépides ou des Avars, et des remontées au nord dans le cadre du Premier Empire bulgare ou pour fuir les guerres bulgaro-byzantines à l'époque de l'empereur Basile II),.

### Sources
1. ↑  (ro) Alexandru Rosetti, Istoria limbii române, Bucarest, 1986
2. ↑  (ro) Académie roumaine, Dicționarul limbii române, Bucarest, Iorgu Iordan, Alexandru Graur, Ion Coteanu, 1983.
3. ↑  (ro) Istoria limbii române, t. II, Academia Română, Bucarest, 1969.
4. ↑  (ro) I. Fischer, Latina dunăreană, Bucarest, 1985.
5. ↑  (ru) A. B. Černjak, « Vizantijskie svidetel’stva o romanskom (romanizirovannom) naselenii Balkan V–VII », Vizantinskij vremmenik[lieu=Moscou,‎ 19
6. ↑  Hiéroclès, Synecdemus, 655.1 et Procope, De Aedificiis.
7. ↑  Konstantin Jireček, Histoire des Serbes ((de) Geschichte der Serben), Gotha, 1911.
8. ↑  (en) Ion Grumeza : Dacie, pierre angulaire de l'Europe orientale antique, éd. Hamilton 2009, Lanham & Plymouth,  (ISBN 978-0-7618-4465-5).
9. ↑  Le Dictionnaire historique français de Michel Mourre (dir.) adopte ainsi la position austro-hongroise dans son article sur les origines des Roumains, et, selon l'axiome « absence de preuve égale preuve d'absence », il affirme que les roumanophones ne sont pas apparus dans l'actuelle Roumanie avant le XIIe siècle au plus tôt.
10. ↑  Eutrope, livre IX, 15.
11. ↑  Eduard-Robert Rösler, Romänische Studien : untersuchungen zur älteren Geschichte Rumäniens déjà cité, développe les théories de Franz Josef Sulzer, Josef Karl Eder et Johann Christian von Engel, et est cité dans Béla Köpeczi (dir.), Histoire de la Transylvanie, Akadémiai Kiado, Budapest, 1992,  (ISBN 963-05-5901-3).
12. ↑  (ro) Neagu Djuvara, Cum s-a născut poporul român, Bucarets, Humanitas, 2001 (ISBN 9735001810, OCLC 53922034).
13. ↑  (en) Tom Winnifrith, Badlands, borderlands : a history of Northern Epirus/Southern Albania, Duckworth, 2002 (ISBN 0715632019, OCLC 50102129, lire en ligne)